# Martin Laffitte
Pour les articles homonymes, voir Laffitte.
 (avril 2021).
Si vous disposez d'ouvrages ou d'articles de référence ou si vous connaissez des sites web de qualité traitant du thème abordé ici, merci de compléter l'article en donnant les références utiles à sa vérifiabilité et en les liant à la section « Notes et références ».
Martin Laffitte (4 janvier 1773 à Bayonne - 11 avril 1840 à Paris) est un homme d'affaires et politique français.

## Biographie
Frère de Jacques Laffitte, Martin Laffitte devient capitaine de marine marchande, est fait prisonnier par les Anglais et réussit à s'échapper. Il s'installe alors comme négociant et armateur au Havre.
Il fut élu, pour la première fois, le 26 avril 1828, député libéral du 4e arrondissement de la Seine-Inférieure (Yvetot). Il prit place au côté gauche, combattit le ministère Polignac et fut des 221. Le 12 juillet 1830, il obtint sa réélection, et applaudit, comme ses frères, à la révolution de juillet. 
Il fut nommé par le gouvernement de Louis-Philippe directeur général du Mont-de-piété de Paris et devient en 1837, associé-gérant de la Caisse générale du commerce et de l'industrie, aux côtés de son frère et d'Adolphe Lebaudy.
Il vit renouveler son mandat de député, le 27 mars 1831, vota le plus souvent, jusqu'en 1834, avec la majorité, et mourut en 1840.
Il est inhumé au cimetière du Père-Lachaise (30e division).